# قناديل البحر (مسلسل)
قناديل البحر هو مسلسل دراما مصري من إخراج أحمد خضر وبطولة آثار الحكيم، محمود قابيل، يوسف فوزي، نبيل نور الدين، علاء مرسي، بشرى ومحمد كامل. المسلسل مبني على راوية تحمل نفس الاسم للكاتب إبراهيم عبد المجيد.

## نبذة
تدور أحداث المسلسل من خلال شخصية "ندى" التي ترعي أولاد أختها واستطاعت أن تجمع مبلغا من المال اشترت به منتجع سياحي في سيناء، وهناك تقابل مجموعة من الأشخاص يتضح أنهم تجار مخدرات وتحاول التصدي لهم.